# Comuna Bilîn, Kovel
Bilîn (în ucraineană Білин) este o comună în raionul Kovel, regiunea Volînia, Ucraina, formată din satele Bilîn (reședința) și Kolodnîțea.

## Demografie
Componența lingvistică a satului Bilîn
     Ucraineană (99,3%)
     Alte limbi (0,7%)
Conform recensământului din 2001, majoritatea populației satului Bilîn era vorbitoare de ucraineană (99,3%), existând în minoritate și vorbitori de alte limbi.